# 수월초등학교 (통영시)
수월초등학교는 대한민국 경상남도 통영시 도산면 수월1길 33 (수월리)에 있었던 초등학교이다.

## 연혁
- 1963년 4월 1일 도산국민학교 수월분교장 개교
- 1964년 11월 26일 수월국민학교 설립인가
- 1965년 3월 1일 수월국민학교 개교
- 1981년 3월 1일 병설유치원 개원
- 1990년 6월 29일 학교급식 실시
- 1996년 3월 1일 수월초등학교로 교명 변경
- 1999년 3월 1일 도산초등학교로 통폐합